# Olympische Sommerspiele 1920/Rugby
Bei den VII. Olympischen Spielen 1920 in Antwerpen fand ein Rugby-Wettbewerb in der Variante Rugby Union statt. Austragungsort war das Olympiastadion.
Es nahmen nur zwei Länder teil, nämlich die USA und Frankreich. Somit gab es nur ein einziges Spiel am 5. September 1920 um 17 Uhr. Die amerikanische Mannschaft gewann mit 8:0. Nachdem in der ersten Halbzeit keine Punkte erzielt worden waren, brachte Templeton die Amerikaner durch einen gelungenen Kick mit 3:0 in Führung. Wenige Minuten vor Schluss gelang Hunter ein erfolgreicher Versuch und sorgte dadurch für den 8:0-Endstand.

## Medaillengewinner
| Platz | Land | Spieler |
| ----- | ---- | --- |
| 1     | USA  | Dan Carroll, Charlie Doe, George Fish, James Fitzpatrick, Joseph Hunter, Morris Kirksey, Charles Mehan, John Muldoon, John O’Neil, John Patrick, Cornelius Righter, Rudy Scholz, Colby Slater, Dink Templeton, Charles Tilden, James Winston, Heaton Wrenn                                                 |
| 2     | FRA  | Edouard Bader, Raymond Berrurier, François Borde, Adolphe Bousquet, Jean Bruneval, Alphonse Castex, André Chilo, René Crabos, Curtet, Alfred Eluère, Jacques Forestier, Grenet, Maurice Labeyrie, Constant Lamaignière, Robert Levasseur, Pierre Petiteau, Eugène Soulié, Raoul Thiercelin, Robert Thierry |